# Salvia mexicana
Salvia mexicana, conocida comúnmente como tlacote, es una especie de planta de la familia de las lamiáceas, nativa de México.

## Descripción

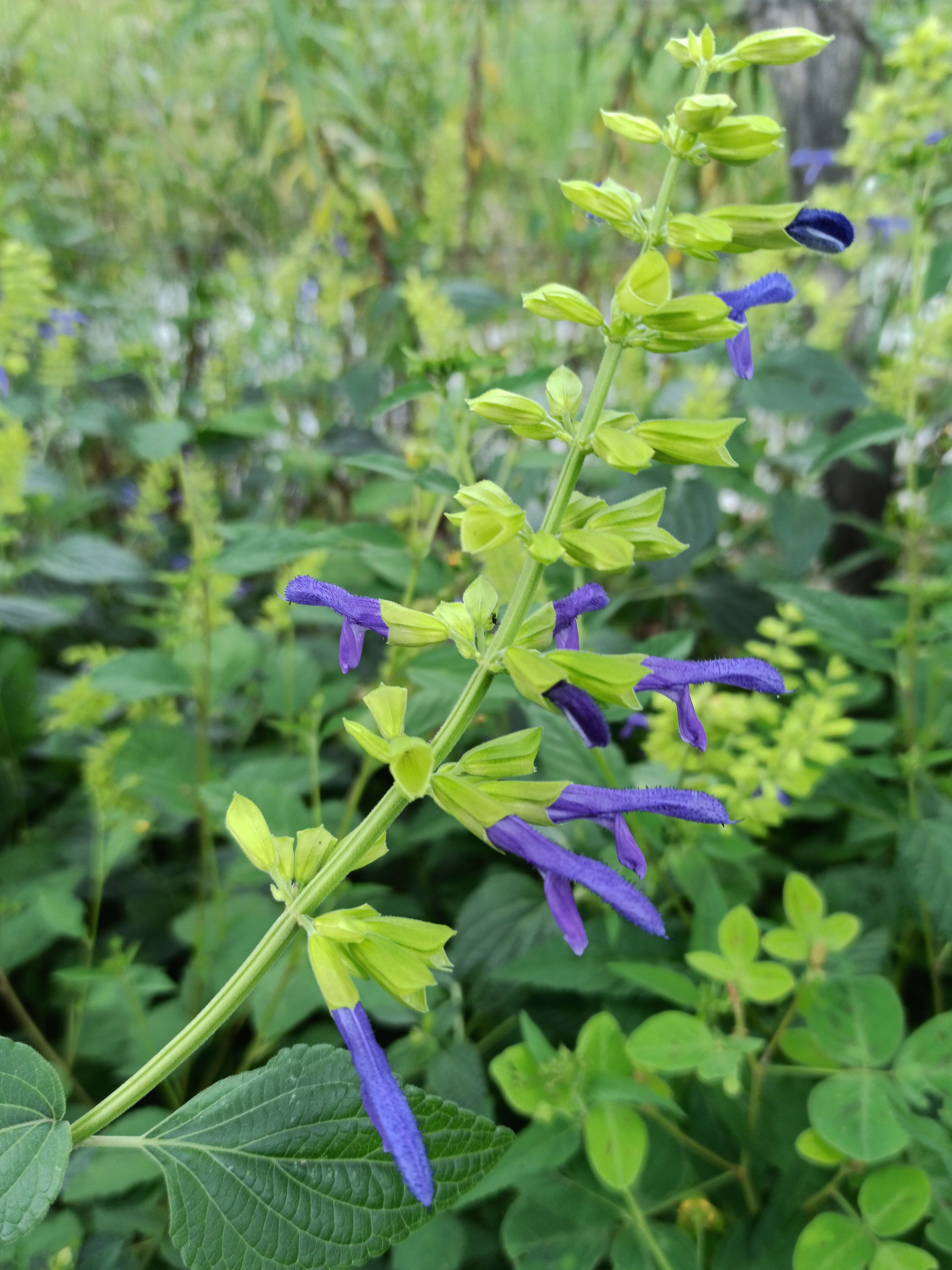
Inflorescencia

Salvia mexicana es una planta perenne, herbácea o arbustiva, de 0.5 a 3 m de alto. Los tallos son cuadrangulares y tomentosos. Las hojas son opuestas, ovadas, de margen crenado y ápice agudo o acuminado, de 6 a 18 cm de largo y hasta 12 cm de ancho. En la juventud son densamente tomentosas, después glabrescentes. La inflorescencia es una espiga con flores bilabiadas de color azul oscuro a morado, agrupadas en verticilos distanciados. Brácteas ovadas caedizas, de 6 a 12 mm de largo; pedicelos de 3 a 12 mm de largo, cáliz de 8 a 17 mm de largo, pubescente sobre las nervaduras, con lóbulos cuspidados; corola de hasta 43 mm de largo, pilosa; labio superior de unos 14 mm de largo, labio inferior trilobulado de 12 mm de largo y 10 mm de ancho. El fruto es una núcula encerrada en el cáliz; se divide en 4 segmentos que contiene una semilla cada una.

## Distribución y hábitat
Salvia mexicana es una planta ruderal que se ve favorecida por el disturbio, de modo que es común encontrarla a orillas de caminos o de campos de cultivo. De forma nativa se distribuye del noroeste hasta el sur de México, en bosques mixtos y pastizales, en regiones de clima templado.

## Cultivo
Existen varios cultivares de Salvia mexicana; los más conocidos son 'Limelight' y 'Compton's Pride'. Se cultiva principalmente en setos y en jardines para polinizadores, en regiones tropicales y subtropicales del mundo. Prospera en sitios soleados o en semisombra, pero a resguardo del viento y del frío extremo.

## Taxonomía
Salvia mexicana fue descrita por Carlos Linneo en Species Plantarum: 25, en 1753.

#### Etimología
Ver: Salvia
mexicana: epíteto geográfico que alude a su localización en México.

#### Sinonimia
- Hemistegia mexicana (L.) Raf.
- Jungia altissima Moench
- Salvia amethystina Salisb.
- Salvia lupulina Fernald
- Salvia melissifolia Desf.
- Salvia mexicana var. major Benth.
- Salvia mexicana var. minor Benth.
- Salvia nitidifolia Ortega
- Salvia papilionacea Cav.
- Sclarea mexicana (L.) Mill.[6]

### Homónimos
- Salvia mexicana Walter (ilegítimo, sinónimo de Salvia azurea Michx. ex Vahl)
- Salvia mexicana Hemsl. (ilegítimo, sinónimo de Salvia discolor Kunth)
- Salvia mexicana Sessé & Moc. (irresoluto, no clasificado)[8]

## Nombres comunes
El nombre común de "tlacote" o "tacote" proviene del náhuatl tlacōtl, que es un nombre genérico para los arbustos de ramas rectas, similar a los nombres castellanos de "vara" o "jarilla". También se conoce regionalmente como "tapachichi" y "charahuesca", entre otros.